# Gaston (Karolina Północna)
Gaston – miasto w Stanach Zjednoczonych, w stanie Karolina Północna, w hrabstwie Northampton.